# George Austen (1766-1838)
À ne pas confondre avec George Austen, père de Jane Austen.
George Austen (1766-1838) est le second fils de George (William George) et de Cassandra Austen, son épouse. Il est l'un des frères de la romancière Jane Austen. Il est confié très tôt à une famille d'accueil, car il présente des signes d'anomalies mentales.

## Biographie
Frère cadet de James, l'aîné des huit enfants Austen, George a très tôt des crises préoccupantes, bien que l'on ait assuré à son père qu'elles n'étaient pas anormales chez les très jeunes enfants.
C'est lors d'une visite de Susanna Walter, sa demi-sœur, que George Austen est obligé de se rendre compte de la gravité de l'état de son fils : bien qu'âgé alors de quatre ans, il a du mal à articuler une syllabe, et continue d'avoir des crises étranges, qui rappellent à sa mère celles qui affectaient son propre frère Tom.
Les crises qu'il avait eu dès son plus jeune âge, et que l'on attribuait alors au fait qu'il faisait ses dents, ne se résorbent pas avec le temps, et ses parents doivent se résigner à admettre qu'il souffre de crises d'épilepsie. Il ne peut pas non plus parler, car il est sourd et muet. Face à l'épilepsie, la science médicale de l'époque est impuissante, et on ne sait guère qu'avoir recours à des remèdes de bonne femme, comme des infusions de gui.
Placé puis laissé dans une famille d'accueil, ce n'est que lorsqu'il a douze ou treize ans que sa sœur, Jane Austen, est jugée assez grande pour pouvoir être emmenée lui rendre visite.